# Alloclusia limbipennis
Alloclusia limbipennis är en tvåvingeart som beskrevs av Camillo Rondani 1863. Alloclusia limbipennis ingår i släktet Alloclusia och familjen träflugor. Inga underarter finns listade i Catalogue of Life.